# 科洛莫基 (喬治亞州)
科洛莫基（英語：Colomokee）是位於美國喬治亞州厄爾利縣的一個非建制地區。該地的面積和人口皆未知。

## 地理
科洛莫基的座標為31°27′38″N 84°52′46″W / 31.46056°N 84.87944°W，而該地的平均海拔高度為86米（即282英尺）。